# Serpentynit

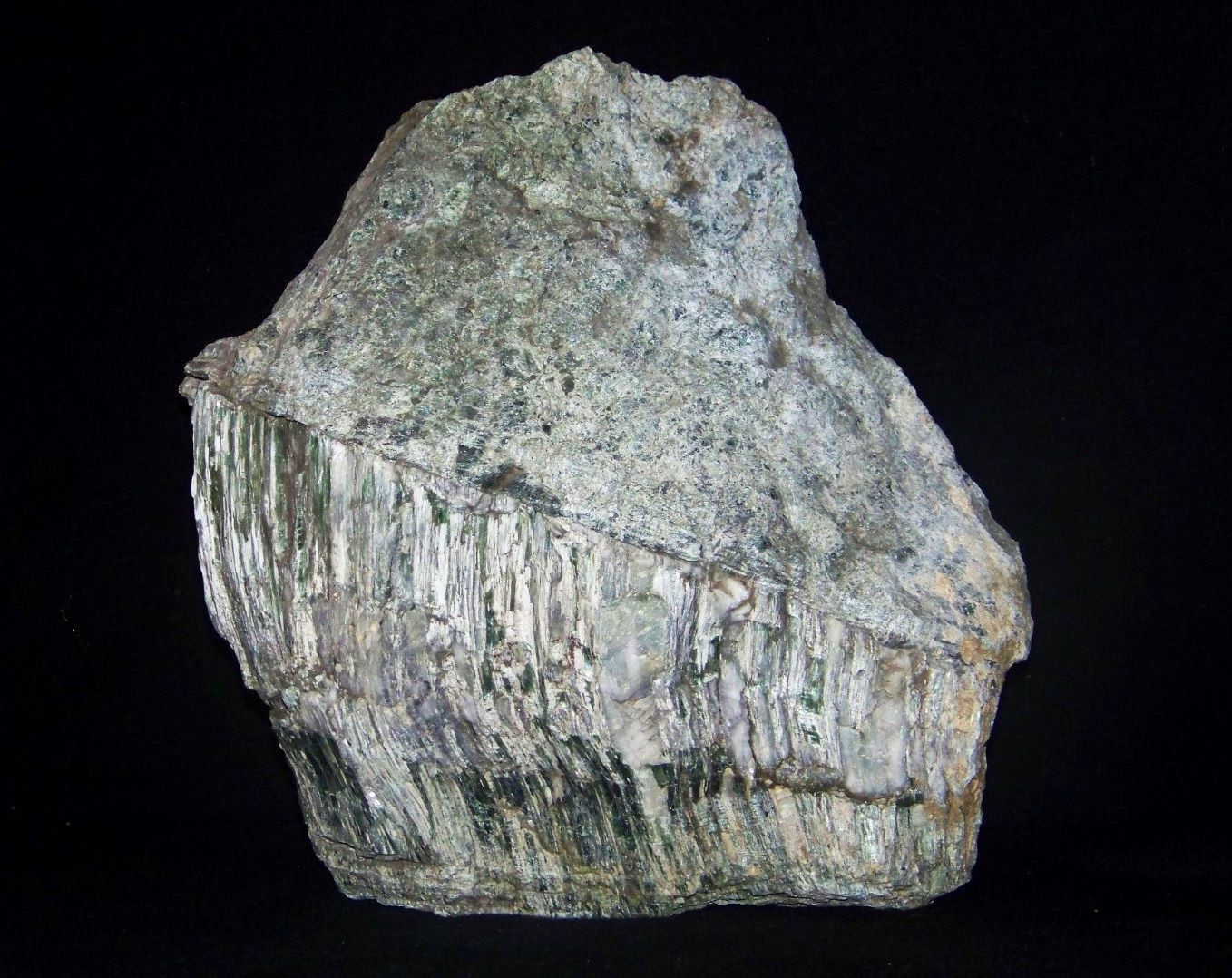
Serpentynit z żyłą antygorytowo-kwarcową, Nasławice k. Sobótki, Dolny Śląsk

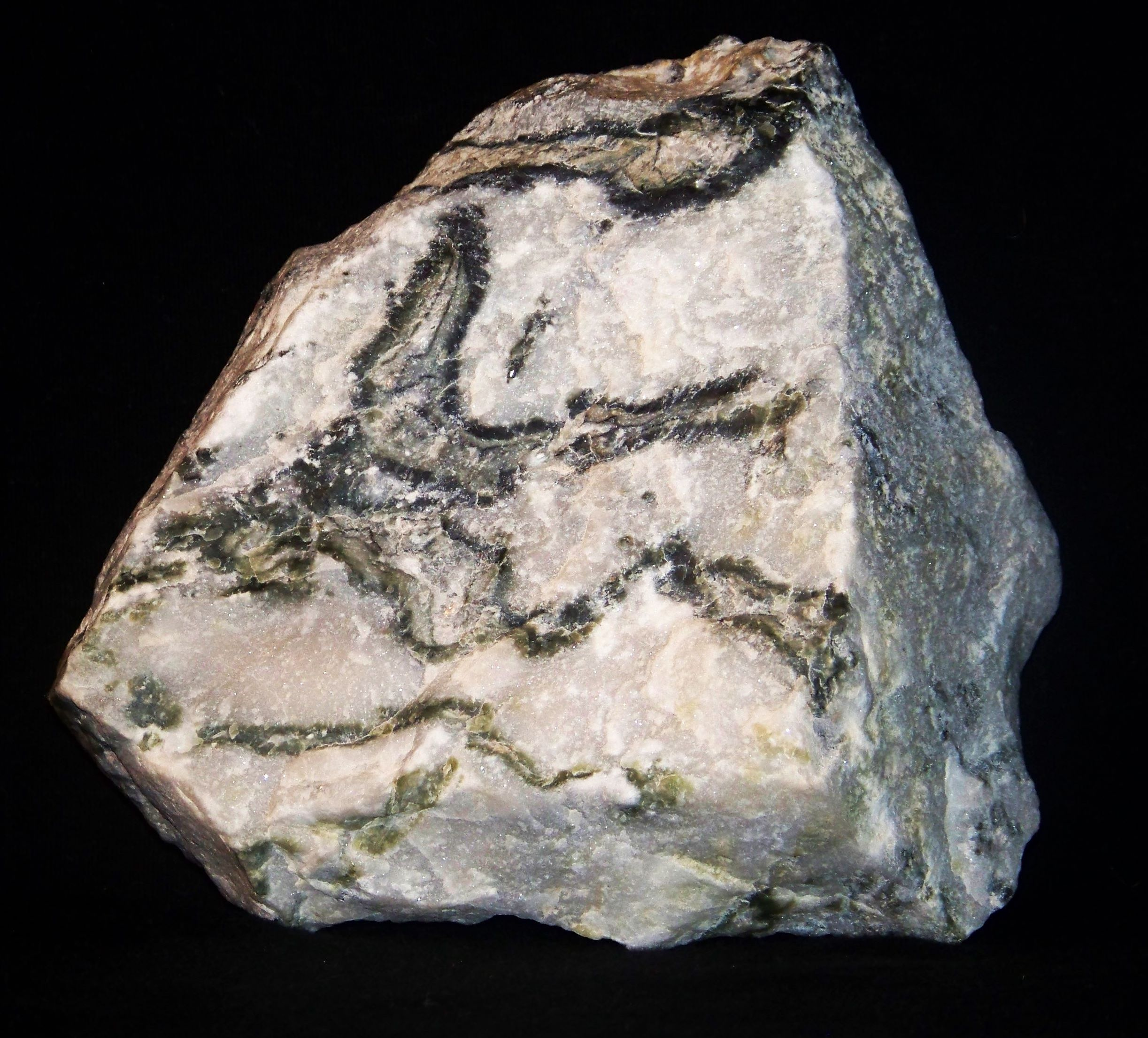
Marmur dolomitowy z żyłkami serpentynitu, Rędziny, Dolny Śląsk

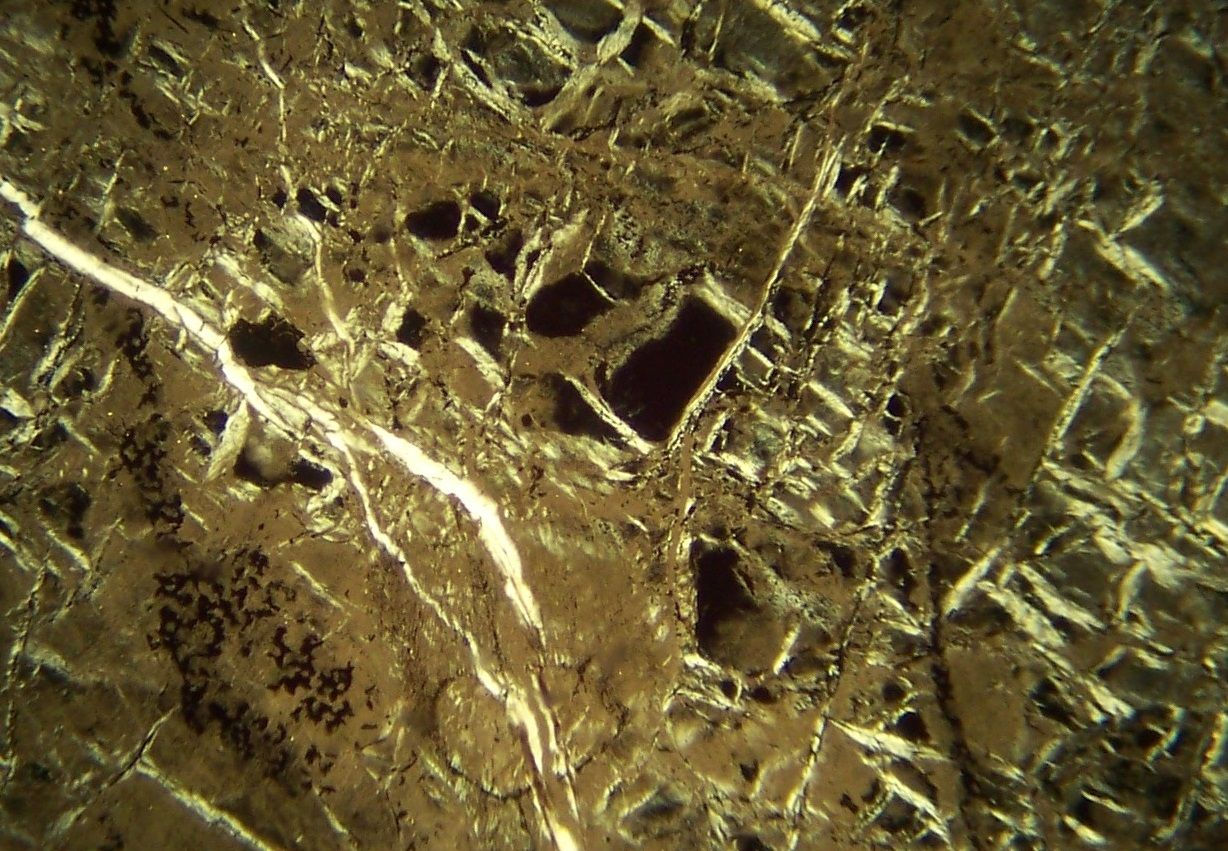
Szlif cienki serpentynitu antygorytowo-chryzotylowego.

Serpentynit – skała metamorficzna utworzona w strefie epi metamorfizmu regionalnego niskiego stopnia, powstała w wyniku metasomatozy hydrotermalnej. Nazwa pochodzi od minerałów serpentynowych, które są głównym składnikiem tej skały. Opisana w 1823 roku przez A. von Humbolta (łac. serpens – żmija, wąż – z uwagi na ich częste plamiste zabarwienie, a także żyłkową i falistą budowę).

## Skład mineralny
Głównymi minerałami serpentynitów o znaczeniu skałotwórczym są serpentyny przeważnie reprezentowane przez chryzotyl, antygoryt i lizardyt. Pobocznie mogą występować także magnetyt, garnieryt, tremolit, talk, chromit, tytanit, apatyt, chloryt, dolomit, syderyt, brucyt, grossular, hematyt, oraz pirokseny (diopsyd, hedenbergit, augit) i oliwiny jako relikty protolitu. Mogą zdarzyć się gniazda magnezytu, oraz sieci żyłek utworzonych przez chalcedon, sepiolit i wielu innych minerałów. Zdarza się mineralizacja kruszcowa jak arsenopiryt i lölingit ze Złotego Stoku w Górach Złotych.

## Cechy zewnętrzne
Barwa zielona, niebieskozielona, brunatna, czerwona, żółta, lub czarna. Jest skałą zwięzłą, kruchą, często silnie spękaną poprzecinaną licznymi żyłkami wtórnych minerałów (kwarc, chalcedon, opal, sepiolit, magnetyt i in.). Tworzy duże masywy lub niewielkie ciała w obrębie skał ultrazasadowych.

## Struktura wewnętrzna
Odznacza się strukturą krystaliczną (blastyczną), drobno do gruboziarnistej, często włóknistą, siatkową oraz masywną i teksturą bezładną lub kierunkową (laminowaną, łupkową). Serpentynit z żyłkami azbestu chryzotylowego ułożonego prostopadle do ich powierzchni nosi nazwę żmijowca.

## Geneza
Stanowi produkt metamorfizmu magmowych skał ultrazasadowych ultramaficznych, głównie dunitów, perydotytów (wehrlit, lherzolit, harzburgit), pikrytów, czasami zasadowych gabroidów i lamprofirów, wchodzących w skład kompleksów ofiolitowych. Przeobrażeniu w serpentynity (serpentynizacji) mogą ulec także inne skały metamorficzne jak amfibolity i marmury dolomitowe. Procesy hydrotermalne zachodzą w przedziale temperatur od 200 do 400 °C.

## Skały współwystępujące
Serpentynitom często współtowarzyszą skały grossularowe, wezuwianowe → rodingity, a także łupki talkowe, chlorytowe i aktynolitowe.

## Występowanie

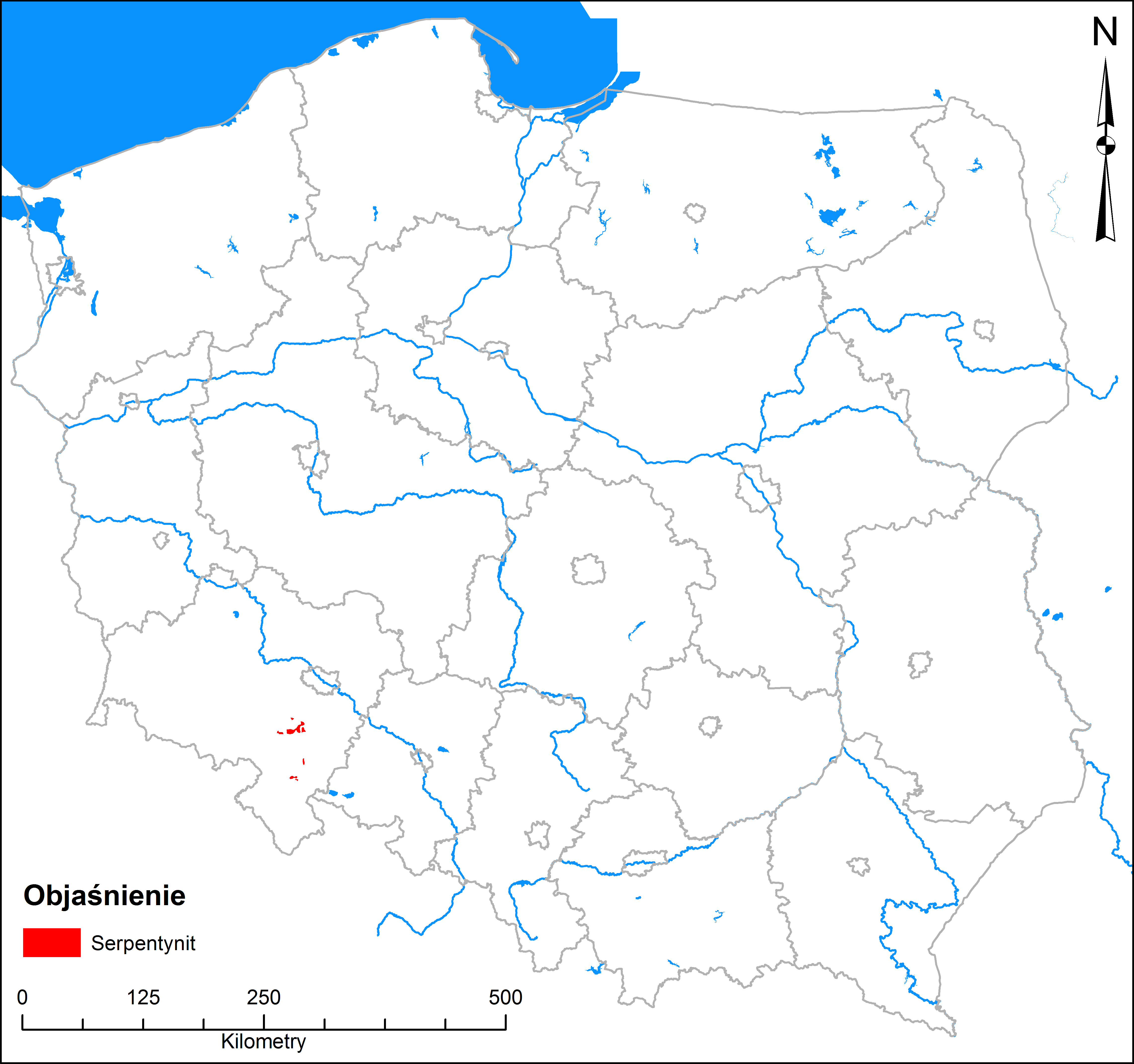
Złoża serpentynitu w Polsce

W Polsce: Nasławice, Jordanów Śląski (masyw serpentynitowy Gogołów-Jordanów), Bystrzyca Górna, Klinek – Góry Sowie; Szklary k. Ząbkowic Śląskich (masyw serpentynitowy Szklar), Grochowa, Mikołajów, Brzeźnica k. Ząbkowic Śląskich (masyw serpentynitowy Braszowice-Brzeźnica), Złoty Stok, w Sobótce (masyw serpentynitowy Sobótki).

## Zastosowanie
Zastosowanie podobne do serpentynów. Z masywami serpentynitowymi związane bywają złoża miedzi, żelaza, niklu, azbestu, talku, magnezytu, a także wystąpienia cennych okazów minerałów takich jak chryzopraz, opal, spinel, oraz główne złoża nefrytu i rodingitów.
Serpentynit antygorytowy wykorzystywany jest jako ogrodowy kamień ozdobny oraz kruszywo drogowe i budowlane.
W serpentynitach występuje niekiedy nieznaczna domieszka trójwarstwowych minerałów ilastych z grupy montmorillonitu, np. saponit – Mg3[Si4O10](OH)2.4H2O i wermikulit – (Mg, Fe3+, Al.)3[OH)2/Al1,3Si2,7O10].Mg0,30(H2O)4 oraz chloryty (klinochlor) jako produkty transformacji orto- i metakrzemianów (oliwinów i piroksenów) pierwotnie występujących w skałach ultrazasadowych, z których powstały omawiane serpentynity w wyniku metamorfizmu.  Ich obecność powoduje, że skały te odznaczają się nie tylko zdolnością adsorpcji ale również absorpcji (pochłanianiem). W związku z tym można je również wykorzystywać w charakterze sorbentu np. w akwariach, w których mogą nie tylko oczyszczać wodę ale również je upiększać.